# 张旭豪
张旭豪（1985年—），是一位上海企业家，饿了么创始人兼CEO丶上海市政协委员。

## 生平
1985年出生在上海的一个商人家庭，祖父张韶华曾是上海工商界知名人士。他本科毕业于同济大学，硕士毕业于上海交通大学，2009年4月在校读研期间与寝室好友共同创建饿了么网上餐厅，公司在短短幾年之间快速增长，获得多家机构融资。员工人数从2013年底的200余名增长到2015年的15000余名。截止2016年12月，饿了么已覆盖中国1400多个城市，顾客人群2.6亿。

## 荣誉
- 2013年张旭豪被《福布斯》评选为“中国30位30岁以下创业者”。
- 2015年和李碧菁、任泉、吴欣鸿共同被选为“经济年度人物新锐奖”。